# Đình Văn
Đình Văn  là một ca sĩ, nhạc sĩ nổi tiếng; tên thật là Võ Đình Văn, sinh ngày 20 tháng 2 năm 1960 tại Sài Gòn.
Bài hát nổi bật: Tình đẹp mùa chôm chôm, Mưa bụi, Sao đổi ngôi, ...
Vợ là Trần Ngọc Hiền.
Năm 1982, anh đoạt huy chương vàng tại hội diễn văn nghệ quần chúng của Liên hiệp Công đoàn Thành phố Hồ Chí Minh, với bài hát Thành phố tôi yêu (Phan Nhân), khi đang là công nhân sửa chữa lắp ráp máy in của công ty Liksin.
Năm 1985, anh đoạt huy chương vàng tại hội diễn văn nghệ quần chúng của Tổng Liên đoàn Lao động Việt Nam tổ chức tại Hải Phòng, với bài hát Hát về anh (Thế Hiển).
Khi trở thành ca sĩ chuyên nghiệp, anh nổi bật với dòng nhạc mang âm hưởng dân ca và bolero. Hoạt động ca hát của anh được nhiều người biết đến vào thập kỉ 1990, đặc biệt là trong các chương trình Mưa bụi. Đình Văn trước đây trong nhóm Mưa bụi tình đời (Đình Văn, Ngọc Sơn, Ngọc Hải, Tài Linh, Thạch Thảo, Kim Tử Long, Vũ Linh, Ngọc Huyền, Tuấn Cảnh và cả Giang Tử, Yến Khoa, Chế Thanh, Thùy Trang). Anh cũng thường xuyên thu âm nhiều bài hát và xuất hiện trong nhiều video của Trung tâm Làng Văn)
Từ khoảng năm 2000 anh bước vào lĩnh vực sáng tác và một số bài hát của anh đã gắn liền với các ca sĩ, như Xóm nhỏ (Quang Linh), Thương áo bà ba (Cẩm Ly), Ba người bạn (Ưng Hoàng Phúc), Yêu cô gái miền Tây (Bích Tuyền & Đình Văn), Em yêu (Phan Đinh Tùng), Nợ yêu (Phan Đinh Tùng)...